# Valmiera Football Club
Il Valmiera Football Club, meglio noto come Valmiera, e fino al 2019 come Valmieras Futbola Klubs o Valmiera Glass, è una società calcistica lettone di Valmiera. Milita in 2. Līga, la terza divisione del campionato lettone di calcio.

## Storia

### Periodo sovietico
Il club fu fondato nel 1950 col nome originario di Dinamo Valmierā. Al primo anno giocò subito nella prima divisione lettone (allora campionato regionale), classificandosi al 15º posto e retrocedendo. Il ritorno in massima serie si ebbe solo nel 1955, col cambio di denominazione in Varpa Valmiera. Rimase in massima divisione fino al 1957, quando cambiò nome in Futbola Klubs Valmiera e finì ultimo, retrocedendo.
Fece un'altra breve apparizione in A-klase nel 1963, finendo ultimo. Nel 1979, col cambio di denominazione in Gauja Valmiera (dal nome dell'omonimo fiume, ci fu il ritorno nella massima serie lettone, finendo, però, nuovamente ultimo. Rimase in A klase per l'allargamento del numero di squadre, migliorando negli anni la sua posizione in classifica, finendo terzo nel 1985 e vincendo il campionato (il penultimo come divisione regionale sovietica) nel 1990.

### Periodo lettone
Con l'indipendenza e la rifondazione del campionato nazionale di Lettonia, militò nelle prime due stagioni della Virslīga, retrocedendo in 1. Līga nel 1993. Dopo la retrocessione riassunse il nome di Futbola Klubs Valmiera. Ritornò in Virslīga al termine del 1996, quando si classificò secondo in 1. Līga.
Dopo sei anni in massima serie, in cui non andò mai oltre il quinto posto, nel 2003 il nuovo cambio di denominazione in Gauja Valmiera coincise con nuovi problemi finanziari del club, che pur terminando 6° l'anno successivo rinunciò alla Virslīga. La denominazione di Valmieras Futbola Klubs venne ripresa nel 2004 e mantenuta fino ad oggi, ad eccezione della parentesi del 2008 quando la squadra era conosciuta come Valmiera/Viktorija.
Dopo due terzi posti consecutivi, nel 2015 il Valmiera conclude la 1. Līga al secondo posto; in seguito perde lo spareggio contro la penultima di Virslīga, il Metta/LU, per un posto in massima serie. Ha un'ulteriore possibilità per via dell'esclusione dello Skonto Riga, ma rinuncia al ripescaggio lasciando il posto al RFS Riga.
Nel 2017 vince la 1. Līga ed è promosso in Virslīga, tornando in massima serie dopo quindici anni. La stagione in massima serie è però disastrosa: 8 punti in 28 partite ed ultimo posto. Inizialmente retrocesso, in seguito è riammesso in Virslīga per l'allargamento del campionato a 9 squadre.
La Virslīga 2019 va molto meglio al Valmiera, che conclude al quarto posto e ottiene una storica qualificazione all'Europa League per l'anno successivo, in cui esce al primo turno contro il Lech Poznań. In campionato migliora ulteriormente il piazzamento conquistando il terzo posto finale. Sempre nel 2020 ha cambiato nome in Valmiera Football Club.
Nel 2021 conduce il campionato per diverse giornate e infine arriva al secondo posto dietro al RFS Riga, con 4 punti di distacco.
Nel 2022 raggiunge la cima della classifica intorno a metà stagione, mantenendola da quel momento in avanti, e vince il campionato per la prima volta nella sua storia.

## Allenatori e presidenti
Allenatori e presidenti a partire dalla stagione 1996.
| Allenatori - 1996 Gene Katajevs - 1997-2001 Vladimir Serbin - 2002-2004 Gatis Aquila - 2005-2008 Roman Sidorov - 2009-2010 Gatis Aquila - 2010-2017 Gatis Ērglis - 2018-2019 Nikolay Trubachov - 2019-2022 Tamaz Pertia - 2022- Jurgis Kalns | Presidenti - 1996-2009 Imants Saulitis - 2009-2001 Davis Sirmais - 2012-2016 Arne Lupo - 2016-2017 Arnis Vilks - 2018-2019 Inga Apsite - 2019- Uldis Pūcītis |

## Palmarès

### Competizioni nazionali
- Campionato lettone: 1

2022
- Campionato sovietico lettone: 1

1990
- 1. Līga: 1

2017

## Statistiche e record

### Partecipazioni ai campionati
| Livello | Categoria | Partecipazioni | Debutto | Ultima stagione | Totale |
| ------- | --------- | -------------- | ------- | --------------- | ------ |
| 1º      | Virslīga  | 15             | 1992    | 2023            | 15     |
| 2º      | 1. Līga   | 17             | 1994    | 2017            | 17     |

### Coppe Europee
Il Valmiera conta 2 partecipazioni alle coppe europee:
- 1 in Europa League (esordio nella stagione 2020-2021).
  - Miglior risultato: 1º turno di qualificazione.
- 2 in Conference League (esordio nella stagione 2021-2022 e ultima partecipazione nella stagione 2022-2023).
  - Miglior risultato: 2º turno di qualificazione (2022-2023).

| Competizione      | Partecipazioni | G | V | P | S | GF | GS |
| ----------------- | -------------- | - | - | - | - | -- | -- |
| Europa League     | 1              | 1 | 0 | 0 | 1 | 0  | 3  |
| Conference League | 2              | 4 | 0 | 1 | 3 | 3  | 8  |
| Totale            | 3              | 5 | 0 | 1 | 4 | 3  | 11 |

## Organico

### Rosa 2023
Aggiornata al 20 gennaio 2023.
| N. |                     | Ruolo | Calciatore         |
| -- | ------------------- | ----- | ------------------ |
| 1  | Lettonia (bandiera) | P     | Rihards Matrevics  |
| 2  | Lettonia (bandiera) | D     | Daniels Balodis    |
| 3  | Ucraina (bandiera)  | D     | Roman Jakuba       |
| 4  | Georgia (bandiera)  | D     | Roberts Veips      |
| 5  | Lettonia (bandiera) | A     | Kristers Neilands  |
| 6  | Ucraina (bandiera)  | C     | Ivan Zhelizko      |
| 8  | Lettonia (bandiera) | A     | Kristers Čudars    |
| 10 | Lettonia (bandiera) | D     | Alvis Jaunzems     |
| 11 | Colombia (bandiera) | A     | Camilo Mena        |
| 14 | Georgia (bandiera)  | C     | Luk'a Silagadze    |
| 15 | Russia (bandiera)   | D     | Aleksandr Gapečkin |
| 17 | Senegal (bandiera)  | D     | Pape Fall          |
| 18 | Lettonia (bandiera) | A     | Niks Dusalijevs    |

| N. |                       | Ruolo | Calciatore          |
| -- | --------------------- | ----- | ------------------- |
| 19 | Senegal (bandiera)    | A     | Djibril Gueye       |
| 20 | Senegal (bandiera)    | A     | Ibrahima Sow        |
| 23 | Lettonia (bandiera)   | D     | Maksims Toņiševs    |
| 24 | Senegal (bandiera)    | A     | Alioune Ndoye       |
| 25 | Russia (bandiera)     | D     | Viktor Aleksandrov  |
| 41 | Giappone (bandiera)   | C     | Daisuke Yokota      |
| 77 | Portogallo (bandiera) | A     | Jorge Teixeira      |
| 80 | Senegal (bandiera)    | C     | Victor Diagne       |
| 88 | Lettonia (bandiera)   | C     | Vladimirs Stepanovs |
|    | Russia (bandiera)     | P     | Denis Popov         |
|    | Giappone (bandiera)   | C     | Ryuga Nakamura      |
|    | Ucraina (bandiera)    | C     | Andrij Korobenko    |

### Rosa 2022
Aggiornata al 17 luglio 2022.
| N. |                     | Ruolo | Calciatore         |
| -- | ------------------- | ----- | ------------------ |
| 1  | Lettonia (bandiera) | P     | Rihards Matrevics  |
| 2  | Lettonia (bandiera) | D     | Daniels Balodis    |
| 3  | Ucraina (bandiera)  | D     | Roman Jakuba       |
| 4  | Georgia (bandiera)  | D     | Roberts Veips      |
| 5  | Lettonia (bandiera) | A     | Kristers Neilands  |
| 6  | Ucraina (bandiera)  | C     | Ivan Zhelizko      |
| 7  | Lettonia (bandiera) | A     | Raimonds Krollis   |
| 8  | Lettonia (bandiera) | A     | Kristers Čudars    |
| 10 | Lettonia (bandiera) | D     | Alvis Jaunzems     |
| 11 | Colombia (bandiera) | A     | Camilo Mena        |
| 14 | Georgia (bandiera)  | C     | Luk'a Silagadze    |
| 15 | Russia (bandiera)   | D     | Aleksandr Gapečkin |
| 17 | Senegal (bandiera)  | D     | Pape Fall          |
| 18 | Lettonia (bandiera) | A     | Niks Dusalijevs    |

| N. |                       | Ruolo | Calciatore          |
| -- | --------------------- | ----- | ------------------- |
| 19 | Senegal (bandiera)    | A     | Djibril Gueye       |
| 20 | Senegal (bandiera)    | A     | Ibrahima Sow        |
| 23 | Lettonia (bandiera)   | D     | Maksims Toņiševs    |
| 24 | Senegal (bandiera)    | A     | Alioune Ndoye       |
| 25 | Russia (bandiera)     | D     | Viktor Aleksandrov  |
| 41 | Giappone (bandiera)   | C     | Daisuke Yokota      |
| 71 | Giappone (bandiera)   | C     | Masaki Murata       |
| 77 | Portogallo (bandiera) | A     | Jorge Teixeira      |
| 80 | Senegal (bandiera)    | C     | Victor Diagne       |
| 88 | Lettonia (bandiera)   | C     | Vladimirs Stepanovs |
|    | Russia (bandiera)     | P     | Denis Popov         |
|    | Giappone (bandiera)   | C     | Ryuga Nakamura      |

### Rosa delle stagioni precedenti

#### Rosa 2021
| N. |                     | Ruolo | Calciatore             |
| -- | ------------------- | ----- | ---------------------- |
| 1  | Lettonia (bandiera) | P     | Rihards Matrevics      |
| 2  | Lettonia (bandiera) | D     | Daniels Balodis        |
| 3  | Ucraina (bandiera)  | D     | Roman Jakuba           |
| 4  | Georgia (bandiera)  | D     | Luk'a Gadrani          |
| 6  | Ucraina (bandiera)  | C     | Ivan Želizko           |
| 7  | Lettonia (bandiera) | A     | Raimonds Krollis       |
| 9  | Lettonia (bandiera) | A     | Ēriks Punculs          |
| 10 | Lettonia (bandiera) | D     | Alvis Jaunzems         |
| 11 | Colombia (bandiera) | A     | Camilo Mena            |
| 12 | Lettonia (bandiera) | P     | Vjačeslavs Kudrjavcevs |
| 14 | Georgia (bandiera)  | C     | Luk'a Silagadze        |
| 15 | Russia (bandiera)   | D     | Aleksandr Gapečkin     |
| 17 | Senegal (bandiera)  | D     | Pape Fall              |
| 18 | Lettonia (bandiera) | A     | Niks Dusalijevs        |

| N. |                       | Ruolo | Calciatore          |
| -- | --------------------- | ----- | ------------------- |
| 19 | Senegal (bandiera)    | A     | Djibril Gueye       |
| 20 | Senegal (bandiera)    | A     | Ibrahima Sow        |
| 23 | Lettonia (bandiera)   | D     | Maksims Toņiševs    |
| 24 | Senegal (bandiera)    | A     | Alioune Ndoye       |
| 25 | Russia (bandiera)     | D     | Viktor Aleksandrov  |
| 41 | Giappone (bandiera)   | C     | Daisuke Yokota      |
| 71 | Giappone (bandiera)   | C     | Masaki Murata       |
| 77 | Portogallo (bandiera) | A     | Jorge Teixeira      |
| 80 | Senegal (bandiera)    | C     | Victor Diagne       |
| 88 | Lettonia (bandiera)   | C     | Vladimirs Stepanovs |
|    | Lettonia (bandiera)   | A     | Kristers Neilands   |
|    | Russia (bandiera)     | P     | Denis Popov         |
|    | Giappone (bandiera)   | C     | Ryuga Nakamura      |

- 2020